# ピアーズ・ギャヴィストン (初代コーンウォール伯)
初代コーンウォール伯爵ピアーズ・ギャヴィストン（ギャヴェストン、英語: Piers Gaveston, 1st Earl of Cornwall、1284年頃 - 1312年6月19日）は、イングランドの廷臣、貴族。
エドワード2世の寵臣として権勢をふるったが、諸侯や議会の反発を招き、1312年には諸侯の私刑により殺害された。

## 経歴

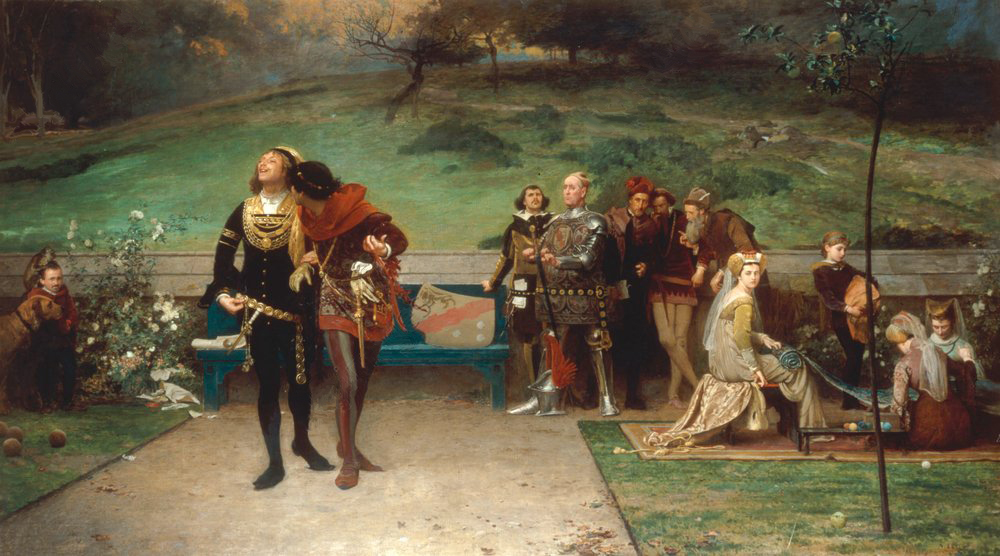
エドワード2世とギャヴィストンの親密さを描いた絵画(マーカス・ストーン画)

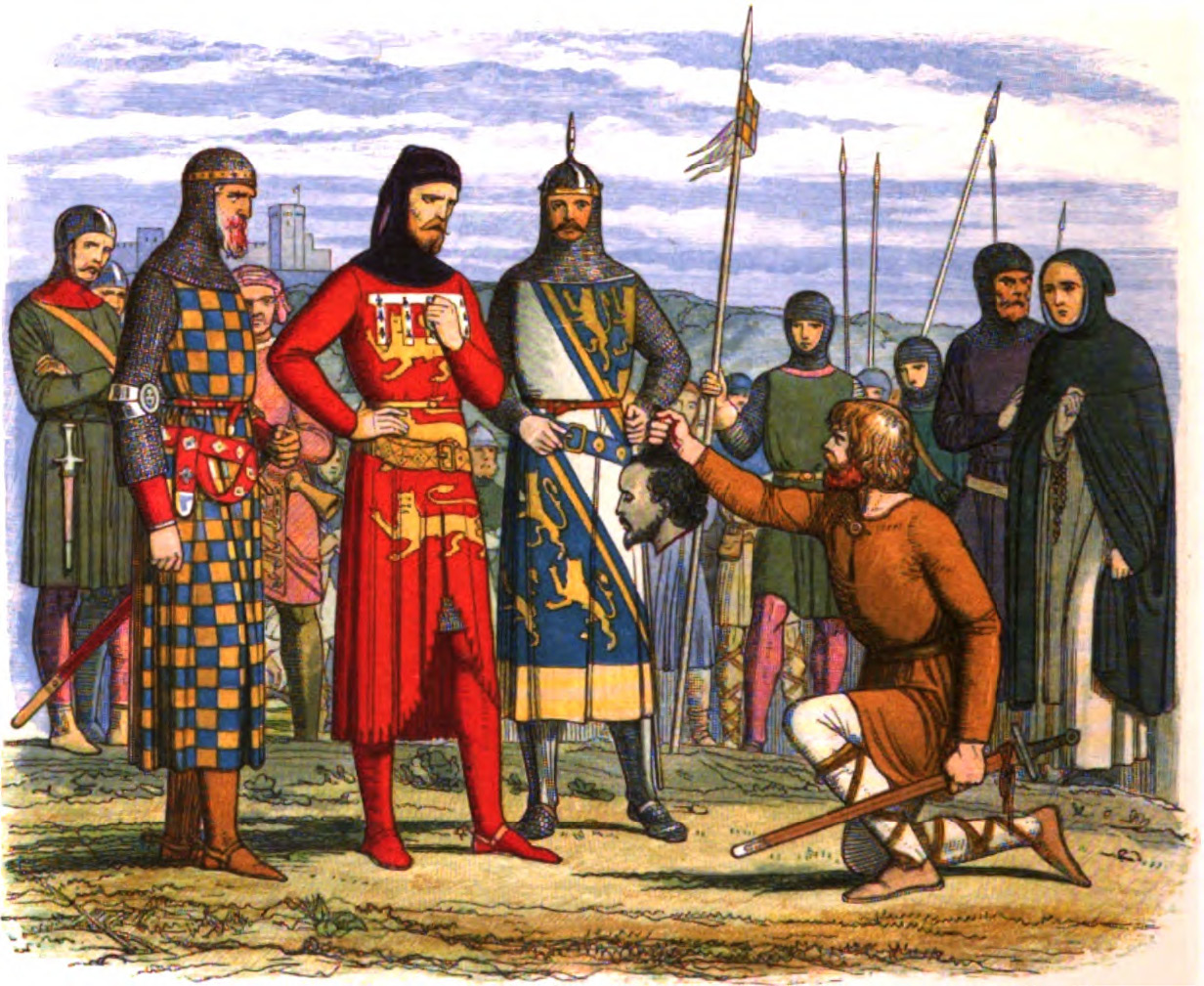
諸侯の私刑で斬首されたギャヴィストンを描いた絵画。
A Chronicle of England,1864年

1284年頃、当時イングランド王の所領だったフランス南西部ガスコーニュに同地の騎士サー・アーノルド・ド・ギャヴィストンの息子として生まれる。
1294年に同世代のエドワード皇太子(後のエドワード2世)の遊び相手として伺候して以来、皇太子と極めて親密な関係となった。同性愛の関係だったともいわれる。国王エドワード1世はやがて皇太子のギャヴィストン依存を危惧するようになり、二人を引き離そうと様々な手段を講じるようになったが、皇太子の態度は改まらなかった。エドワード1世は1307年の崩御に際してギャヴィストンの追放を命じるとともに皇太子への遺言としてギャヴィストン追放を解いてはならない旨を言い残している。
しかしエドワード2世はこの遺言を無視した。エドワード2世が即位するとただちにギャヴィストンの追放処分は解かれた。そして王族専用の爵位コーンウォール伯位を与えられるとともに王の俸禄配分権(Patronage)を差配するようになった。
1308年1月にエドワード2世はフランス王フィリップ4世の娘イザベラと結婚するためイングランドを不在にしたが、この際ギャヴィストンが摂政に任じられている。諸侯は以前からエドワード2世のギャヴィストン寵愛を不快に思っていたが、これをきっかけに反発が一気に高まった。
1308年2月25日にエドワード2世の戴冠式が行われたが、この時もギャヴィストンは王冠奉持者を務める厚遇を受けている。ギャヴィストンは自分に敵意を表す諸侯にわざと恥をかかせるようなふるまいをし、さらに王妃イザベルの叔父たちにも無礼を働いた。叔父たちは怒って席を立ってフランスへ帰国してしまったほどだった。
1308年の議会に諸侯は武装して集まり、エドワード2世を威圧してギャヴィストン追放を要求した。屈服したエドワード2世はギャヴィストンをアイルランド総督に任じてロンドンから遠ざけることで諸侯と妥協した。この際もエドワード2世はギャヴィストンとの別れを惜しみ、アイルランドへ向かうギャヴィストンにブリストルまで見送りに同行している。翌1309年の議会でエドワード2世は議会からの様々な要求を受け入れる代わりにギャヴィストンを呼び戻す許可を得て、ギャヴィストン寵愛を再開した。
二人は第2代ランカスター伯トマスや第10代ウォリック伯ガイ・ド・ビーチャムなど敵対する有力貴族を、二人の間で通用するあだ名で呼んで馬鹿にしていたという。
1310年の議会も諸侯が武装して集まり、その圧力で諸侯や高位聖職者から成る改革勅令起草委員会(Lords Ordainers)が設置され、1311年秋にギャヴィストン永久追放を盛り込んだ改革勅令が発せられた。
ギャヴィストンは追放処分を受ける前にフランドルへ逃げ、その後ひそかに帰国し、1312年にウィンザーのエドワード2世と合流して追放処分取り消しを受けた。これを知って激怒した諸侯はウィンザーへ向けて進軍し、エドワード2世とギャヴィストンはスカーバラ城に籠城して三週間粘ったが、結局降伏を余儀なくされた。
エドワード2世の執り成しと懇願でギャヴィストンの生命は保証されたが、その代わり正式な永久追放処分とするためロンドンで裁判にかけられることになり、ギャヴィストンの身柄は諸侯に引き渡されることになった。第2代ペンブルック伯エイマー・ド・ヴァランスがロンドンまで護送したが、その道中にギャヴィストン助命に納得していなかったウォリック伯がギャヴィストンを拉致して自分のウォリック城まで連行した。そして6月19日、ランカスター伯と第9代アランデル伯エドムンド・フィッツアランの立ち合いのもとギャヴィストンを私刑で斬首した。
この件にエドワード2世は憤慨した。またギャヴィストン拉致にかかわった諸侯とペンブルック伯らの対立も深まり、諸侯が分裂状態となる。

## 家族
国王エドワード2世の勧めで第7代グロスター伯ギルバート・ド・クレアーとエドワード2世の姉にあたるジョアンの間の娘であるマーガレットと結婚した。つまりエドワード2世の姪との結婚であり、これもエドワード2世のギャヴィストン寵愛の一環であった。
マーガレットとの間に一人娘エミー・ド・ギャヴィストン(Amy de Gaveston)を儲けている。

## 作品への登場
クリストファー・マーロウの戯曲『エドワード二世』に登場する。また、デレク・ジャーマンによるこの戯曲の映画化作品『エドワードII』にも登場する（演：アンドリュー・ティアナン）。